# روبرت فرنسيس
روبرت فرنسيس الإسم المستعار لجان جودميه، ولد في 1909 وتوفى في 1946. كاتب فرنسي حاصل على جائزة فيمينا الأدبية عام 1934.